# روبرت إيرنشو
روبرت إيرنشو (Robert Earnshaw) (6 أبريل 1981 في زامبيا – )؛ هو لاعب كرة قدم كان يلعب كمهاجم. يلعب مع منتخب ويلز لكرة القدم منذ عام 2002.

## وصلات خارجية
- روبرت إيرنشو على موقع الاتحاد الأوربي (الإنجليزية)
- روبرت إيرنشو على موقع الدوري الأمريكي (الإنجليزية)
- روبرت إيرنشو على موقع قاعدة بيانات كرة القدم.إي يو (الإنجليزية)
- روبرت إيرنشو على موقع ناشيونال فوتبول تيمز (الإنجليزية)
- روبرت إيرنشو على موقع Soccerbase.com (لاعب) (الإنجليزية)
- روبرت إيرنشو على موقع Soccerway.com (الإنجليزية)
- روبرت إيرنشو على موقع عالم كرة القدم.نت (الإنجليزية)
- روبرت إيرنشو على موقع AS.com (الإسبانية)